# عبد الرحمن بن شعثان
عبد الرحمن بن شعثان (24 ديسمبر 1987 -) هو شاعر سعودي.

## حياته ونشأته
هو الشاعر عبد الرحمن بن محمد بن منصور بن شعثان الرفيدي القحطاني من بطن بني بُرّه من قبيلة رفيدة القحطانية القاطنة بتمنية جنوب شرق مدينة ابها جنوب السعودية .

## مسيرته وأسلوبه
عبد الرحمن بن شعثان شاعر نبطي وجداني حداثي فلسفي التفكير من جانب وبدوي المفردة والحس من جانب آخر، قارئ نهم جداً لكتب الفكر والتفلسف، يؤمن بأن الكتب وتعاطي الجمال ومقارعة الموسيقى هي من الأساسيات التي بدونها لن تخلق شاعراً عظيماً، يتخذ من التأمل وسماع الموسيقى والعزلة منطلقاً لكتابته .

## أعماله[3]
وقد جمرك غياب وما وفا وعدك //
وعقرب ساعتي بالموعد يثلم
تعبت وجفت يديني مع وردك //
وكم مرو من الغالين ما اسلم
على طاري خطاك وماهو بقصدك//يبس عرق الشفاه وما اقدر اتكلم
وش اسوي وعطر اثيابك وعقدك //
لو انساها ونمت احن واتحلم
تولم للفراق وحبني وحدك //
وانا برحل معاي ان صرت متولم
ولا تسأل عن غيابي ولا فقدك //
ولا تحزن إذا ما كنت متألم
ولا تنسى تراني وأنت في بعدك //
اطيح بكل دمعه ؛ بس ما اتعلّم

## وصلات خارجية
- موقع الشاعر عبد الرحمن بن شعثان الرسمي